# 1947年全仏選手権 (テニス)
1947年 全仏選手権（1947ねんぜんふつせんしゅけん、Internationaux de France de Roland-Garros 1947）に関する記事。フランス・パリにある「スタッド・ローラン・ギャロス」にて開催。

## 大会の流れ
- 男子シングルスは「85名」の選手による7回戦制で行われた。21名の選手を絞り落とすため、1回戦として21試合を実施し、他の43名は2回戦から出場した。
- 女子シングルスは「38名」の選手による6回戦制で行われた。6名の選手を絞り落とすため、1回戦として6試合を実施し、他の26名は2回戦から出場した。
- シード選手は男子・女子ともに16名。シード選手でも、1回戦から出場した人と、2回戦から登場した人がいる。2回戦から登場した選手が初戦敗退の場合は「2回戦＝初戦」と表記する。

## シード選手

### 男子シングルス
1. トム・ブラウン　（ベスト4）
2. バッジ・パティー　（4回戦）
3. マルセル・ベルナール　（ベスト4）
4. イボン・ペトラ　（ベスト8）
5. ヨージェフ・アシュボード　（初優勝）
6. ジョバンニ・クチェリ　（ベスト8）
7. エリック・スタージェス　（準優勝）
8. エンリケ・モレア　（3回戦）
9. マルセロ・デル・ベロ　（3回戦）
10. ウィリアム・シッドウェル　（3回戦）
11. ロベール・アブデッセラム　（4回戦）
12. マリオ・ベラルディネリ　（4回戦）
13. ウラジミール・チェルニーク　（2回戦＝初戦）
14. ユースタス・ファニン　（3回戦）
15. ジェフリー・ペイシュ　（2回戦＝初戦）
16. トニー・モットラム　（4回戦）

### 女子シングルス
1. マーガレット・オズボーン　（ベスト4）
2. ドリス・ハート　（準優勝）
3. ルイーズ・ブラフ　（ベスト4）
4. ネリー・アダムソン・ランドリー　（2回戦＝初戦）
5. パトリシア・トッド　（初優勝）
6. シーラ・サマーズ　（ベスト8）
7. マグダ・ルラック　（ベスト8）
8. ジュジャ・ケルメツィ　（ベスト8）
9. ヘレナ・ストラウベオバ　（3回戦）
10. ヤドヴィガ・イェンジェヨフスカ　（3回戦）
11. アリス・ワイバーズ　（3回戦）
12. アン・マリー・ゼーガース　（3回戦）
13. ミリアム・ド・ボウマン　（3回戦）
14. マルタ・ペテルディ　（3回戦）
15. アナリサ・ボッシ　（3回戦）
16. ドロシー・ミュラー　（3回戦）

## 大会経過

### 男子シングルス
準々決勝
- トム・ブラウン vs.  ピエール・ペリッザ　7-5, 6-1, 6-2
- ヨージェフ・アシュボード vs.  イボン・ペトラ　4-6, 6-3, 6-1, 6-2
- マルセル・ベルナール vs.  ジョバンニ・クチェリ　6-4, 6-2, 0-6, 3-6, 6-4
- エリック・スタージェス vs.  アンドラーシュ・アダム＝ストルパ　6-4, 6-3, 6-2

準決勝
- ヨージェフ・アシュボード vs.  トム・ブラウン　6-2, 6-2, 6-1
- エリック・スタージェス vs.  マルセル・ベルナール　3-6, 2-6, 6-3, 8-6, 6-3

### 女子シングルス
準々決勝
- マーガレット・オズボーン vs.  ジュジャ・ケルメツィ　6-0, 6-3
- パトリシア・トッド vs.  ルチア・マンフレディ　6-1, 6-4
- ルイーズ・ブラフ vs.  シーラ・サマーズ　6-1, 6-0
- ドリス・ハート vs.  マグダ・ルラック　6-3, 6-4

準決勝
- パトリシア・トッド vs.  マーガレット・オズボーン　2-6, 6-3, 6-4
- ドリス・ハート vs.  ルイーズ・ブラフ　6-2, 7-5

## 決勝戦の結果
- 男子シングルス： ヨージェフ・アシュボード vs.  エリック・スタージェス　8-6, 7-5, 6-4
- 女子シングルス： パトリシア・トッド vs.  ドリス・ハート　6-3, 3-6, 6-4
- 男子ダブルス： エリック・スタージェス＆ ユースタス・ファニン vs.  トム・ブラウン＆ ウィリアム・シッドウェル　6-4, 4-6, 6-4, 6-3
- 女子ダブルス： ルイーズ・ブラフ＆ マーガレット・オズボーン vs.  ドリス・ハート＆ パトリシア・トッド　7-5, 6-2
- 混合ダブルス： エリック・スタージェス＆ シーラ・サマーズ vs.  クリステア・カラルリス＆ ヤドヴィガ・イェンジェヨフスカ　6-0, 6-0